# Армійська група «А»
Не варто плутати з німецькою армійською групою «А» часів Першої світової війни
Армі́йська гру́па «А» (нім. Armeeabteilung A) — оперативне об'єднання Вермахту, армійська група на початковому етапі Другої світової війни, що брала участь у боях в Польщі.

## Райони бойових дій
- Польща (вересень 1939)

## Командування

### Командувачі
- генерал-полковник Курт фон Гамерштайн-Екворд (нім. Kurt Freiherr von Hammerstein-Equard) (10 — 21 вересня 1939).

## Бойовий склад армійської групи «А»
Формування управління, забезпечення та підтримки
- 540-й армійський батальйон зв'язку (Armee-Nachrichten-Abteilung 540);

- 27-й армійський корпус (XXVII. Armeekorps);
- 30-й армійський корпус (XXX. Armeekorps);
- командування Нідерланди (Kommandantur der Befestigungen Niederrhein)